# روني باس
روني باس (بالإنجليزية: Ronnie Bass)‏ هو لاعب كرة قدم أمريكية ولاعب كرة قدم أمريكي في مركز ظهير ربعي، ولد في 28 أكتوبر 1955 في فورت والتون بيتش في الولايات المتحدة.

## وصلات خارجية
- روني باس على موقع كلية كرة القدم في سبورتس رفرنس.كوم (الإنجليزية)